# Kevin Alfred Strom
Kevin Alfred Strom (Anchorage, Alaska; 17 de agosto de 1956) es un nacionalista blanco estadounidense, neonazi, negacionista del Holocausto, separatista blanco y editor asociado de National Vanguard. Strom dimitió de National Vanguard en julio de 2006, pero se reincorporó en 2012. En 2008, Strom se declaró culpable de posesión de pornografía infantil y fue condenado a 23 meses de prisión, de los cuales cumplió cuatro meses.

## Biografía

### Activismo
En 1982, Kevin Alfred Strom se unió a la Alianza Nacional, un grupo que ha sido descrito como antisemita, racista, y neonazi. En 1991, fundó y distribuyó el programa de onda corta American Dissident Voices, el cual también se podía escuchar por Internet. En 1995, fundó y editó la revista Free Speech publicado por la Alianza Nacional como complemento del programa de radio. En los primeros meses de 2002, pocos meses antes de su muerte por cáncer el 23 de julio, el fundador de la Alianza Nacional, William Luther Pierce, pronunció a Strom como editor de la revista National Vanguard y como director de medios de la organización. Pierce también nombró a Strom como editor del boletín bimestral de la asociación.
Durante el fin de semana de 16 y 17 de julio de 2005, Strom junto a otras personas fueron retiradas de la Alianza Nacional debido a una disputa con los líderes de la organización. Los exmiembros de la asociación, liderados por Strom, rápidamente formaron su propia organización, National Vanguard. Tal y como lo hizo previamente en la Alianza Nacional, Strom nuevamente distribuyó un programa radial semanal por Internet llamado American Dissident Voices para la organización National Vanguard, pero a menudo el programa sufría retrasos de una a tres semanas. Estos programas dejaron de producirse con la partida de la organización. 
Strom fue también y por un corto tiempo el editor del periódico The Truth at Last durante el año 2005. Varias fuentes han descrito a este tabloide como racista y antisemita. El jefe de Strom en The Truth at Last, Edward R. Fields, fue en su momento un Gran Dragón de la Nueva Orden de los Caballeros del Ku Klux Klan.

### Asociaciones
Strom era un socio cercano del escritor, nacionalista y profesor de la Universidad de Illinois Revilo P. Oliver, quien ha sido descrito como "uno de los más notorios fascistas estadounidenses y según la organización B'nai B'rith Canada, fue un gran propulsor del antisemitismo". Strom fue escogido para ser el archivista y quien publicase los ensayos de Oliver después de que éste se suicidara en 1994. En 2002, Strom publicó el libro The Jewish Strategy de Oliver.

### Vida personal
De su matrimonio con su primera esposa, Kirsten Helene Kaiser, tuvo tres niños. Desde que su matrimonio terminó, Kaiser ha hablado de su vida con Strom en varias entrevistas. También escribió un libro que cuenta sus experiencias con Strom y la Alianza Nacional llamado "The Bondage of Self" (ISBN 0-9720705-5-9). Kaiser manifestó que su esposo era extremadamente posesivo, y que le prohibía usar pantalones vaqueros o comer carne y hasta predeterminaba la música favorita de ella, haciéndole escuchar a Mozart. Desde entonces se ha desprendido de las creencias racistas que sostuvo cuando estaba casada y resumió sus años de convivencia con Strom: "Cientos de mujeres como yo terminaron con algún tipo proveniente de algún grupo racista quien controló nuestras vidas. Quiero que sepan que si yo pude escapar y recuperar mi alma, ellas también pueden."

### Cargos criminales
El 4 de enero de 2007, Strom fue arrestado en el condado de Greene, Virginia por cargos de posesión de pornografía infantil e intimidación de testigos. El jurado añadió después los cargos de recibir pornografía infantil y de acoso sexual de una niña de 10 años. El 12 de junio de 2007, Strom se declaró inocente de los nuevos cargos.
Anteriormente, Strom ya se había retirado de National Vanguard alegando que él "había cometido errores, a veces bastante serios."
En el juicio federal que se llevó a cabo en octubre de 2007 por cargos de acoso sexual a una niña de 10 años y de intimidación a su esposa para impedir que se presentara para dar parte de las actividades de Strom, se presentó evidencia que incluía más de 100 fotografías de la niña y el testimonio de la madre de esta, tocando el tema de los regalos que el acusado le enviaba anónimamente a su hija. Finalmente, se descartaron los cargos por falta de evidencia de un efectivo acoso. El juicio por los cargos de posesión de pornografía infantil se llevó a cabo en enero de 2008.

## Otros
- Strom posee una licencia de operación de radio amateur: WB4AIO.

- Entre 1983 y 1991, una emisora de radio pirata llamada "Voice of Tomorrow", la cual operaba tanto en onda corta como en onda media,. empezó a transmitir material abiertamente racista y neonazi,[20] presumiblemente desde el área de Lynchburg, Virginia. De acuerdo con la exesposa de Strom, Kirsten Kaiser, "Voice of Tomorrow" era operada por su marido.[15]

### Oficiales
- Sitio web personal de Kevin Strom

### Relacionados
- Sitio web oficial de National Vanguard
- Galería de arte de Kevin Strom
- Archivo de ensayos y programas de radio recientes

### Críticos
- Entrevista de la publicación Charleston Gazette con la exesposa de Strom, Kirsten Helene Kaiser, hablando de su vida con su ahora exesposo
- Perfil de Kevin Strom hecho por el Southern Poverty Law Center
- Artículo de SPLC acerca de la vida con Strom

- Datos: Q5064078
- Multimedia: Kevin Alfred Strom / Q5064078